# 占碑省

占碑省在印尼的位置

占碑省是印度尼西亞的一個省，位於蘇門答臘東部，以貝加拉海峽與廖內群島省的林加群島相望。面積53,435.72平方公里。首府占碑市是省內唯一的省轄城市，其他城鎮包括雙溪珀努。下又分九區。

## 人口
2007年人口2,742,196人。當中以穆斯林佔絕大多數。

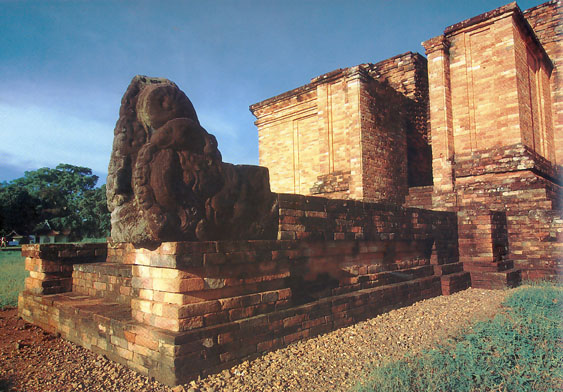
位於占碑省內的穆阿羅占碑寺廟群